# Boîtier de circuit intégré
Pour les articles homonymes, voir Boîtier.

Boîtier de circuit intégré de type CDIP à 24 broches.

Un boîtier ou boitier de circuit intégré (ou package) est un boîtier servant à la fois de jonction électrique et d'interface mécanique entre la puce du circuit intégré et le circuit imprimé (PCB). Il est généralement composé de plastique, parfois de céramique, rarement de métal. Certains boîtiers possèdent des fenêtres transparentes permettant par exemple l'effacement par ultraviolet de certaines mémoires (EPROM).

## Fonctions
Le boîtier a différentes fonctions :
- Assurer la jonction électrique avec l'extérieur. Plusieurs solutions sont possibles :
  - Utilisation de pins (broches) qui vont être brasés au circuit imprimé, par exemple les boîtiers DIP ou QFP
  - Des plages dorées vont être brasées par apport de pâte à braser lors du processus de brasage, par exemple les boîtiers QFN
  - Utilisation de billes de brasage pour faire la jonction entre le boîtier et le PCB, ce sont les boîtiers BGA.

La jonction entre la puce et le boîtier peut se faire de deux manières : 

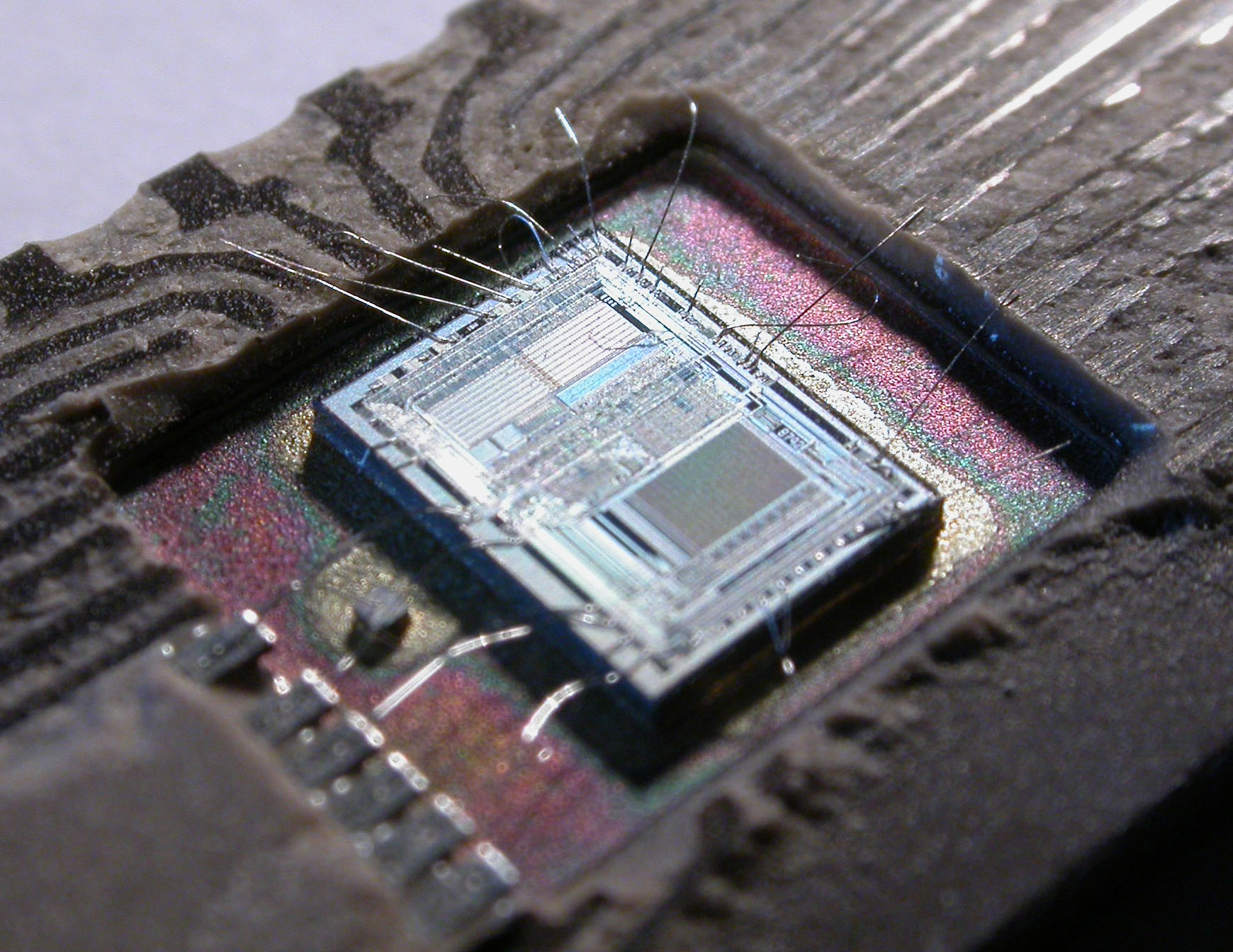
Exemple de bonding sur un circuit intégré Intel 8742

1. Soit par bonding, c'est-à-dire l'utilisation de petits fils d'or ou d'aluminium de 15 à 50 µm pour réaliser la jonction entre les plages d'accueil du die aux pins. L'ensemble est noyé dans une résine d'encapsulation.
2. Soit par assemblage flip-chip : Les plages d'accueil de la puce sont recouvertes de billes d'or (quelques µm de diamètre), le tout est retourné et brasé sur le PCB

- Assurer la dissipation thermique

- Protéger la puce de l'environnement hostile (chocs, poussière, rayonnements)
- Adapter le composant aux contraintes de fabrication : on passe généralement d'un pas entre pins de l'ordre de la centaine de µm[1] au mm. Les contraintes de brasage sont également optimisées (température de brasure plus élevée, procédés standard de brasage par refusion/brasage à la vague).

## Classification
Il existe plusieurs organismes de normalisation de renom international pour catégoriser les boîtiers de composants électroniques : JEDEC, EIAJ (Electronic Industries Association of Japan), Mil standards (Standards militaires US), SEMI (en) (Semiconductor Equipment and Materials Institute), ANSI/IPC (Interconnecting and Packaging Electronic Circuits Standards).
Le JEDEC spécifie des familles standard : BGA, CGA, DIM, DIP, DSO, DSB, LGA, PGA, QFF, QFJ, QFN, QFP, SIM, SIP, SOF, SOJ, SON, SVP, UCI, WLB, ZIP.
Les boîtiers spécifiques sont définis suivant plusieurs paramètres.
```
TS – P DSO 2 – 44(50) / 5.3x10.2-1.27
--   - --- -   ------   -------------
|    |  |  |     |            |
|    |  |  |     |            Informations supplémentaires
|    |  |  |     Nombre de broches
|    |  |  Différenciation supplémentaire pour les boîtiers SOJ/SON/DSO
|    |  Famille (3 lettres obligatoires)
|    Matériau
Fonctions spécifiques (0-6 lettres)

```

### Style de contour
Il s'agit du code basique définissant la famille de boîtier :
cylindrique (CY), bouton (DB), grid array (GA), IM In-Line Module(IM), IP In-Line Package(IP), Press-Pack / Press-Fit (CP/PF, boîtier assemblé à la presse sans soudure), quad flatpack (QF, broches sur les 4 côtés du boîtier), small outline (SO, broches sur 2 côtés opposés du boîtier), CMS vertical (VP), boîtier sur Die/Wafer (DS/WL), montage sur collerette (FM), forme allongée (LF), assemblage microélectronique (MA), montage à clous (PM), boitier spécifique (SS), boîtier non classifié (UC).

### Fonctions spécifiques
Certaines fonctionnalités non communes sont définies par la classification JEDEC sous la forme d'un préfixe de 0 à 6 lettres suivi d'un tiret, on trouve notamment les fenêtres optiques (C), les die empilés dans un même boîtier (A, stacked package assembly), les dissipateurs de chaleur (H), ainsi que des codes pour la hauteur du boîtier ou le pas entre broches lorsqu'ils ne sont pas conformes au standard.

### Matériaux
Dans la classification JEDEC, on peut trouver des boîtiers céramique (C lorsque scellés par du métal, G lorsque scellés par du verre), des boîtiers métal (M), en plastique moulé (P), en silicone (S), ou en ruban polyimide (T). Cette lettre est généralement en préfixe.

### Broches
La forme des broches est codifiée par la norme JEDEC sous forme d'une lettre généralement en suffixe : On trouve les billes (B), les pattes recourbées (C, par exemple le boitier PLCC), Gull-wing (G, tels que sur les boîtiers SOIC), J-Bend, L-Bend, S-Bend, J-inversé, les oreilles pour la soudure de fils (D, H), à plat (F), isolés (I), sans pattes (N, avec des plages de soudure tels les QFN), pattes traversantes (P, T), à insertion rapide (Q, par exemple pour des relais électromécaniques), à wrapper (W), sortie filaire (W), ou à visser (Y).

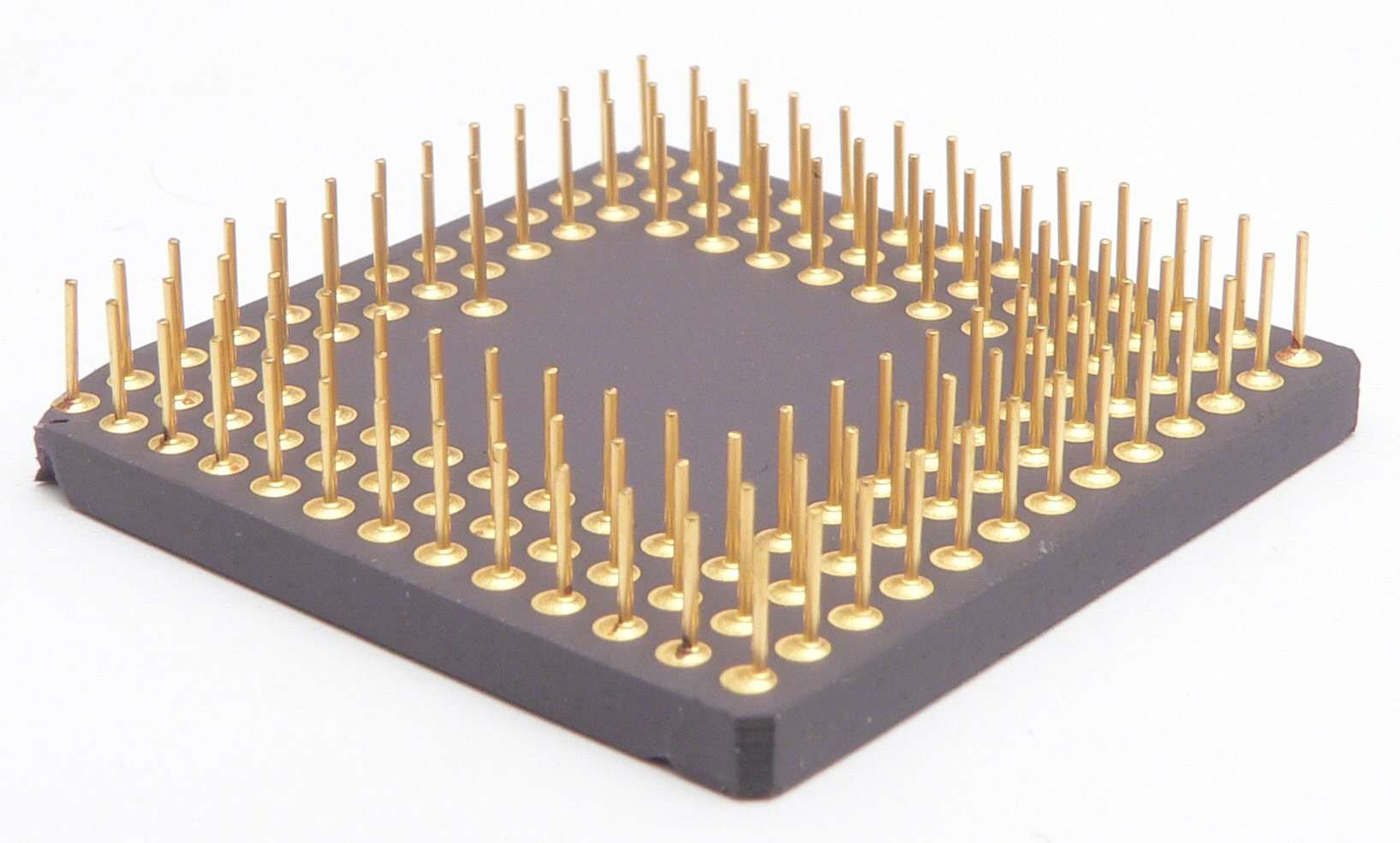
Pins P
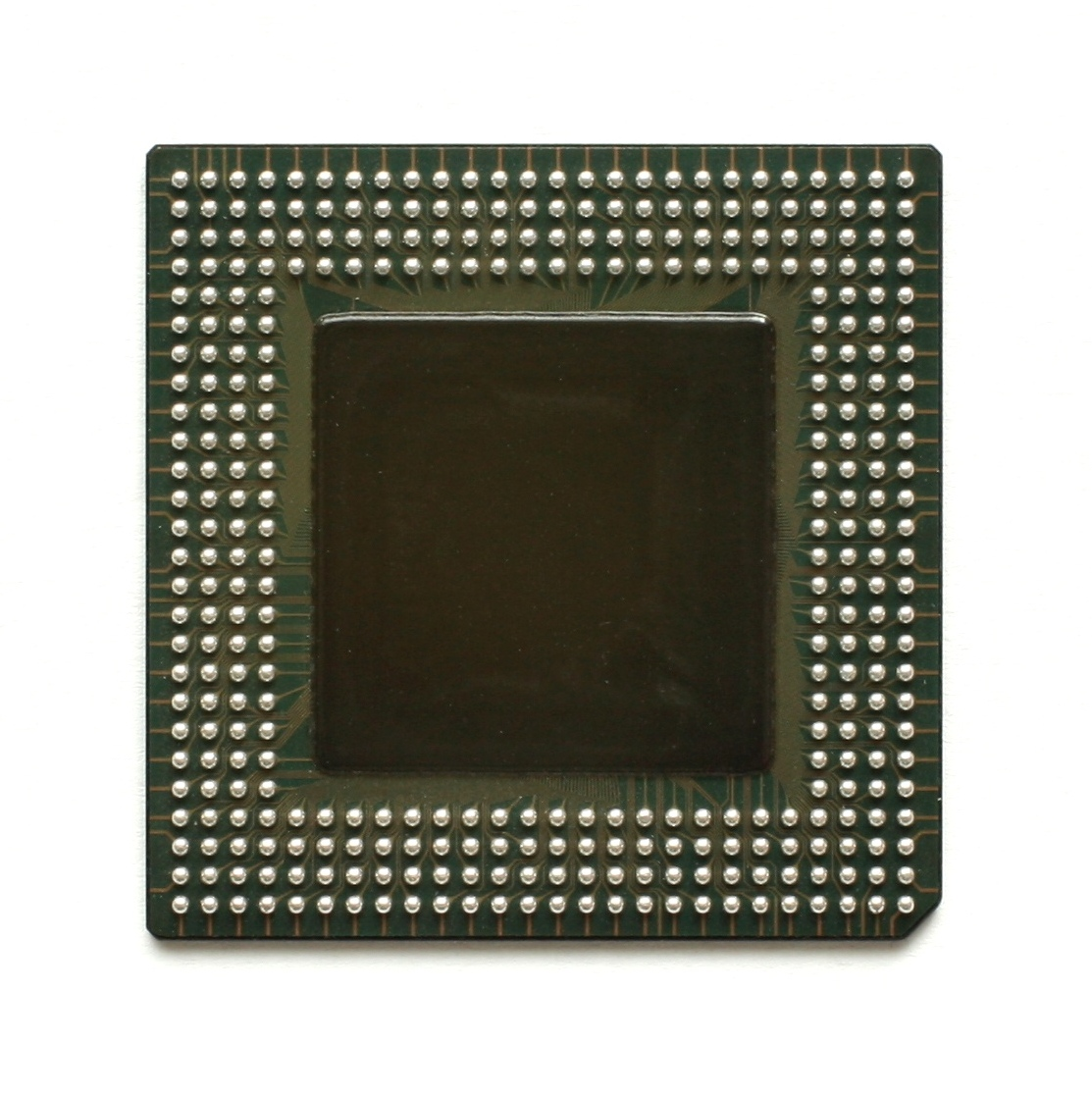
Billes B
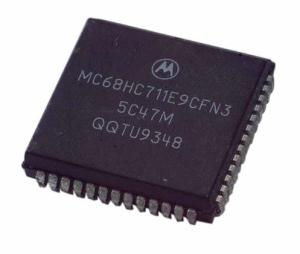
Pattes recourbées C
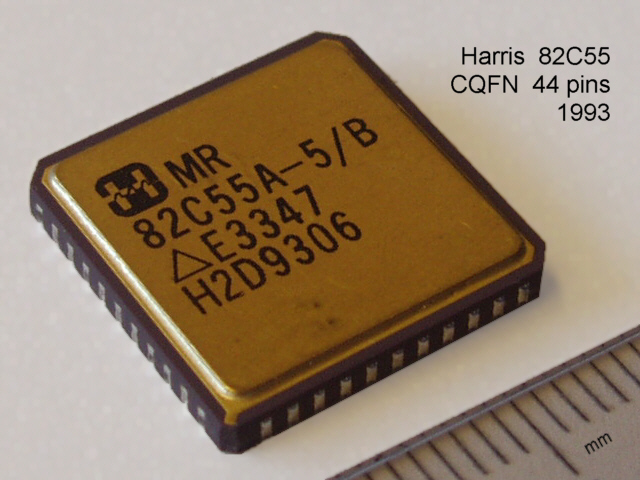
Sans pattes N
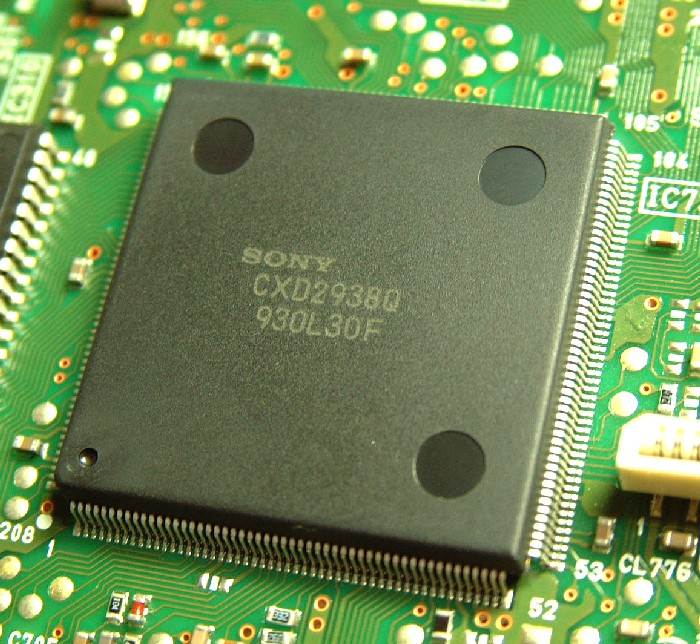
Gull-wing G
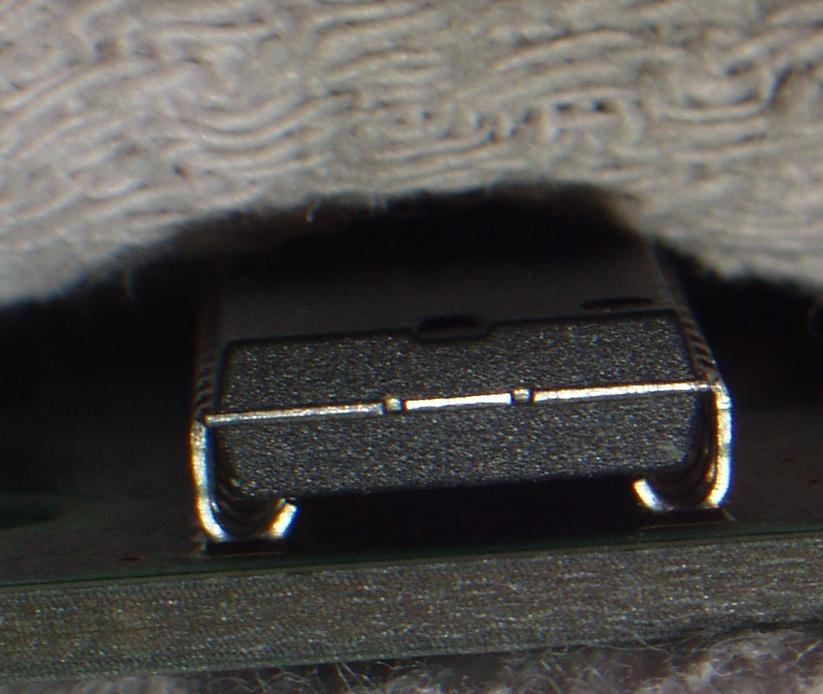
J-Bend J
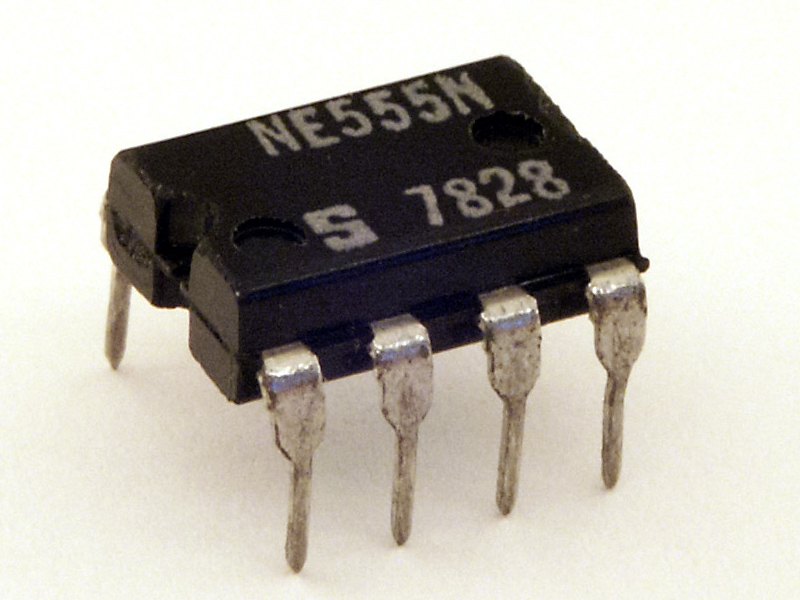
Pins « through hole » T
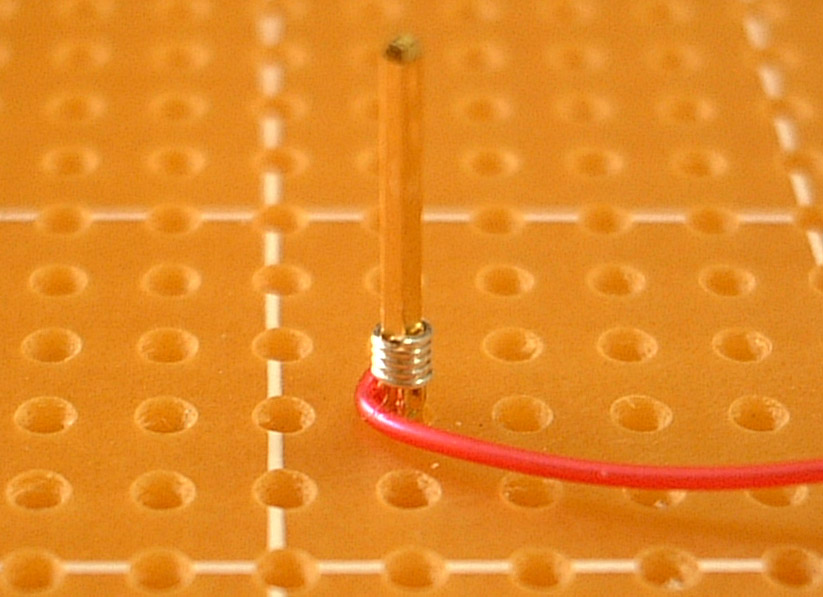
Wrapping W
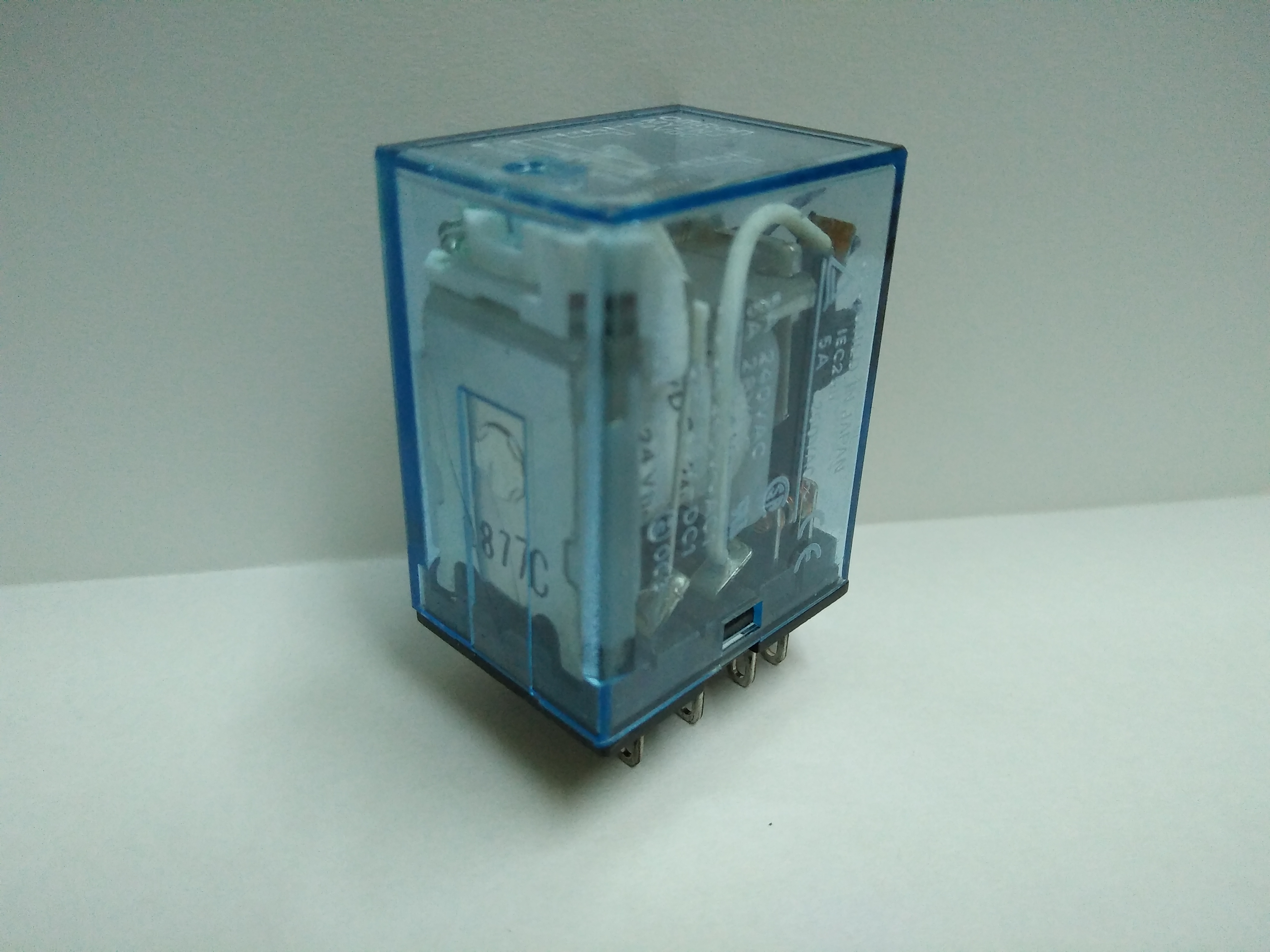
À oreilles D
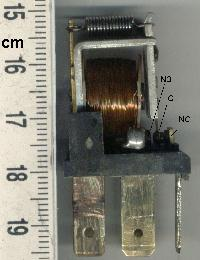
À insertion rapide Q
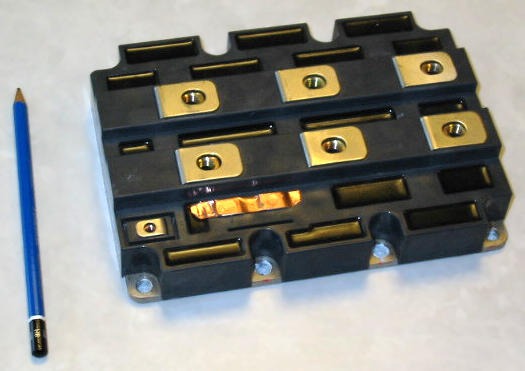
À visser Y

### Position des broches
La norme JEDEC définit un préfixe représentant la position des broches par rapport à un circuit :
- rectangulaire ou carré : single (S, un seul côté), dual (D, sur 2 côtés opposés), quad (Q, sur les 4 côtés du boîtier), zig-zag (Z, en quinconce sur un côté), bottom (B), colonne (C), perpendiculaire (P)
- cylindrique : axiale (A), radiale (R), endcaps (E, extrémités de boîtiers cylindriques)

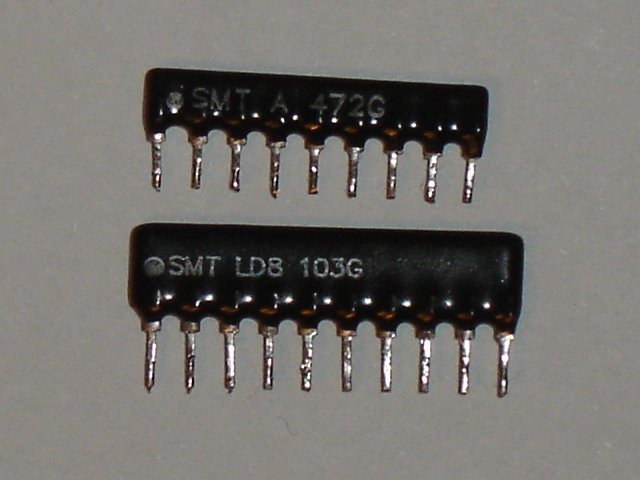
Single S
Dual D
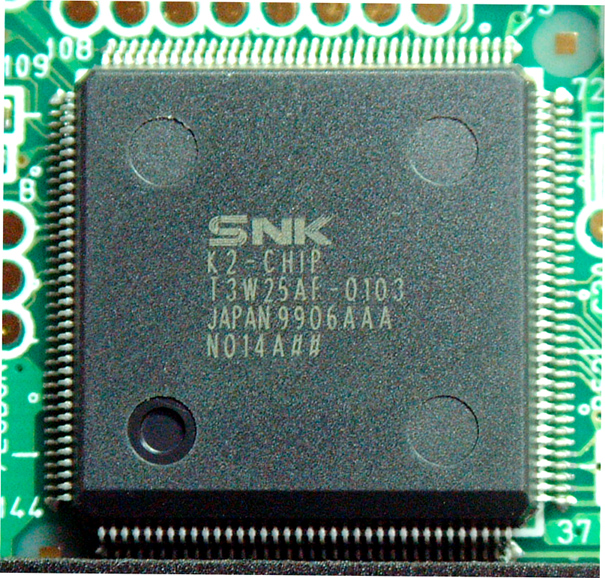
Quad Q
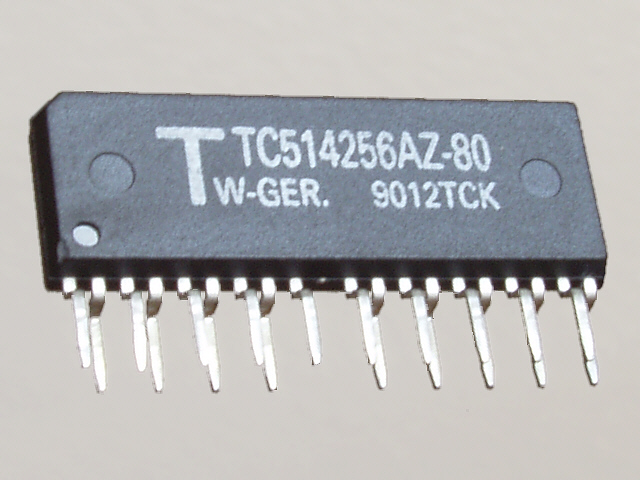
Zig-zag Z

## Brochage
En électronique tout comme en électrotechnique, le brochage d'un composant décrit le rôle de chacune des broches d'un connecteur ou d'un composant du plus simple au plus complexe des circuits intégrés. Le terme de brochage est synonyme de diagramme de connexion.
Le brochage est plus ou moins complexe :
- Le brochage le plus simple est celui d'une diode (deux broches : anode et cathode) ensuite viennent les transistors (trois broches),
- Les brochages les plus complexes sont ceux des microprocesseurs.

Les différents types de boîtiers de circuits intégrés induisent des brochages très différents.

### Broches d'alimentation d'un circuit intégré

Brochage d'un AOP

La plupart des circuits intégrés possèdent au moins deux broches reliées au « bus d'alimentation » du circuit sur lequel ils sont installés.
La broche d'alimentation positive repérée {\displaystyle V_{\mathrm {CC+} }} est parfois aussi appelée {\displaystyle V_{\mathrm {DD} }}, {\displaystyle V_{\mathrm {CC} }}, ou VS+. La broche d'alimentation négative repérée {\displaystyle V_{\mathrm {CC-} }} est parfois aussi appelée {\displaystyle V_{\mathrm {SS} }}, {\displaystyle V_{\mathrm {EE} }}, ou VS−.
Le caractère doublé qui se trouve en indice de la lettre V fait référence au nom de la broche du transistor à laquelle cette alimentation sera généralement reliée.
Ainsi, les appellations {\displaystyle V_{\mathrm {CC} }} et {\displaystyle V_{\mathrm {EE} }} sont généralement réservées aux AOP bipolaire tandis que les appellations {\displaystyle V_{\mathrm {DD} }} et {\displaystyle V_{\mathrm {SS} }} sont généralement réservées aux AOP à effet de champ.
Le C de {\displaystyle V_{\mathrm {CC} }} signifie que l'alimentation est reliée au collecteur d'un transistor bipolaire tandis que le E de {\displaystyle V_{\mathrm {EE} }} signifie que l'alimentation est reliée à l'émetteur d'un transistor bipolaire. Le D de {\displaystyle V_{\mathrm {DD} }} fait référence au drain d'un transistor à effet de champ tandis que le S de {\displaystyle V_{\mathrm {SS} }} fait référence à la source de ce même transistor.

## Caractérisation

### Caractérisation électrique
La technique du pontage entraîne l'apparition de circuits RLC dont les caractéristiques ne sont pas négligeables pour des composants travaillant en haute fréquence. Les modèles de simulation IBIS ou SPICE prennent en compte ce paramètre.
Voici un ordre d'idées des caractéristiques d'un pontage standard, utilisant des fils d'or de 25,4 µm de diamètre :
| Caractéristique     | Valeur pour L=2 mm | Valeur pour L=5 mm |
| ------------------- | ------------------ | ------------------ |
| Résistance          | 0,103 Ω            | 0,257 Ω            |
| Inductance          | 1,996 nH           | 5,869 nH           |
| Capacité            | 0,122 pF           | 0,242 pF           |
| Inductance mutuelle | 0,979 nH           | 3,318 nH           |
| Capacité mutuelle   | 26,1 fF            | 48,8 fF            |

### Caractérisation thermique
Cette caractérisation est très importante en électrotechnique, mais aussi en électronique numérique. Le facteur de dissipation du boîtier peut déterminer certaines caractéristiques qui sont liées à la température comme la vitesse d'exécution d'un processeur, ou le courant de commutation d'un transistor.

### Caractérisation électromagnétique
Les boîtiers peuvent être conçus pour limiter le rayonnement électronique du composant qu'ils enveloppent (agresseur), ou au contraire limiter l'effet de l'environnement extérieur sur leur fonctionnement (victime). Certains secteurs d'activité tels que l'aéronautique, le spatial ou le secteur automobile font des études très poussées sur la caractérisation électromagnétique des boîtiers électroniques.

### Note
1. ↑  Selon les rectifications orthographiques du français en 1990 Rapport du conseil supérieur de la Langue française publié dans les documents administratifs du Journal officiel du 6 décembre 1990